# Rheomorpha
Rheomorpha är ett släkte av ringmaskar som beskrevs av Ruttner-Kolisko 1955. Rheomorpha ingår i familjen Potamodrilidae.
Släktet innehåller bara arten Rheomorpha neizvestnovae.